# Вера Генріксен
Вера Маргеріт Генріксен (норв. Vera Margrethe Henriksen; 22 березня 1927 року — 23 травня 2016 року) — норвезька драматург та письменниця у жанрі нон-фікшн. Відома історичними романами та п'єсами про добу Середньовіччя.

## Біографія
Вера Маргеріт Рошер Лунд народилася в Осло та проживала там до 1940 року, потім вона переїхала жити до міста Арендал.
Її батько Рангвальд Альфред Рошер Лунд (норв. Ragnvald Alfred Roscher Lund) був військовим офіцером, а згодом і полковником та першим командувачем Норвезької військової розвідки.
В 1944 році сім'я Віри була змушена втекти під час окупації Норвегії нацистами. Вера продовжила отримувати середню освіту у Норвезькій гімназії шведського містечка Уппсала та закінчила навчальний заклад у 1945 році. Весь наступний рік Вера подорожувала Сполученими Штатами Америки, де в Нью-Джерсі мешкала її родина.
Вона вивчала архітектуру в Єльському університеті з 1946 по 1948 рік. Із 1948 по 1949 рік Вера вивчала історію мистецтв та журналістику в Колумбійському університеті.
У 1948 році вона вийшла заміж за Олафа Готфріда Генріксена, який був виконавчим директором.
У цілому, вона перебувала у Сполучених Штатах Америки із 1946 по 1963 роки.
Її перший роман «Срібний молот» (норв. Sølvhammeren) був опублікований в 1961 році. Наступний роман «Диво» (норв. Jærtegn) побачив світ в 1962 році, а третя книжка «Святий король» (норв. Helgenkongen) вийшла в 1963 році.  Ця історична трилогія присвячена Олафу ІІ Норвезькому та його часові і правлінню. У 1970 році Вера Генріксен написала серію новел, присвячених Протестантській реформації. Також вона писала книжки для дітей та підлітків. Вера Генріксен написала та видала близько п'ятдесяти книжок.
Центральне місце в творчості письменниці займає серія історичних романів, проте вона також писала сучасні новели, п'єси та літературу в жанрі «нон-фікшн». Серед книжок Вери Генріксен, написаних у жанрі «нон-фікшн», є «Історія Повітряних сил Норвегії» в двох томах, яка охоплює період від 1912 року до 1945 року.
Українською мовою перекладено роман «Королівське дзеркало».
Видано декілька романів, центральною проблематикою яких є перехід від норвезької міфології до Християнства.
Як архітектор Вера Генріксен декорувала Перший клас Королівського Норвезького ордена св. Олава.
В 1962 році письменницю нагороджено Норвезькою премією книгорозповсюджувачів Norwegian Booksellers' Prize, а в 1978 році — нагородою Благодійного фонду Мадса Віль Нігора Mads Wiel Nygaard's Endowment.

## Корисна інформація
- Dagbladet profile
- Aschehoug profile [Архівовано 8 червня 2008 у Wayback Machine.]